# Донгтам Лонган
«Донгтам Лонган» (вьет. Đồng Tâm Long An) — вьетнамский футбольный клуб, представляющий город Танан и провинцию Лонган. Выступает в V-лиге.
Команда из провинции Лонган выступала в чемпионатах Вьетнама с конца 1980-х годов. Лучшим её результатом стало третье место в сезоне 1993/94. В 2002 году клуб обрёл титульного спонсора — компанию «Донгтам», производителя строительных материалов. С этого времени началась череда успехов заново созданной команды: в 2003—2008 годах под руководством португальского тренера Энрике Калишту «Донгтам Лонган» дважды выиграл чемпионат и ни разу не опустился ниже третьего места. Однако после того, как Калишту, возглавив сборную Вьетнама, покинул клуб, результаты «Донгтама» пошли на спад, и по итогам сезона 2011 команда вылетела из V-лиги.

## Достижения
- Чемпионат Вьетнама:

Чемпион (2): 2005, 2006
Серебряный призёр (3): 2003, 2007, 2008
Бронзовый призёр: 2004
- Кубок Вьетнама:

Победитель: 2005
Финалист: 2006
- Суперкубок Вьетнама:

Победитель: 2006

## Выступления в чемпионатах Вьетнама
| Сезон    | 2003 | 2004 | 2005 | 2006 | 2007 | 2008 | 2009 | 2010 | 2011 | 2012 |
| -------- | ---- | ---- | ---- | ---- | ---- | ---- | ---- | ---- | ---- | ---- |
| Дивизион | 1    | 1    | 1    | 1    | 1    | 1    | 1    | 1    | 1    | 2    |
| Место    | 2    | 3    | 1    | 1    | 2    | 2    | 10   | 5    | 13   | 1    |

## Выступления в соревнованиях АФК
- Лига чемпионов АФК: 2

2006: групповой этап
2007: групповой этап